# Батіг Віталій Степанович
Віталій Степанович Батіг (нар. 20 травня 1979, смт Гусятин, нині Україна) — український громадсько-політичний діяч, підприємець. Голова Гусятинської РДА (від 21 травня 2015 до 11 липня 2019). Депутат Тернопільської обласної ради (2020).

## Життєпис
Віталій Батіг народився 20 травня 1979 року у смт Гусятині, нині Гусятинської громади Чортківського району Тернопільської области України.
Закінчив факультет обліку і аудиту Бучацького інституту обліку і аудиту (2001), факультет банківської справи Тернопільську академію народного господарства (2011, нині національний університет), факультет багаторівневого урядування Національну академію державного управління при Президентові України (2019).
У 2019 році був звільнений Володимиром Зеленским з посади голови Гусятинської РДА.
Нині — фізична особа — підприємець.
Депутат Тернопільської обласної ради (2020). Член партії «Європейська Солідарність».